# Pavel Nikolaevič Miljukov
Pavel Nikolaevič Miljukov (in russo  Павел Николаевич Милюков?; Mosca, 27 gennaio 1858 – Aix-les-Bains, 31 marzo 1943) è stato un politico e storico russo.

## Biografia
Figlio dell'architetto Nikolaj Miljukov e di Mar'ja Sultanova, dopo gli studi ginnasiali si laureò nel 1882 in storia all'Università di Mosca con una tesi sulle riforme di Pietro I. Nei suoi studi fu influenzato dalle idee liberali di Konstantin Kavelin e Boris Čičerin. Nel 1886 divenne professore di storia nell'Università di Mosca, da cui fu espulso nel 1895 a seguito di una conferenza tenuta a Nižnij Novgorod, in cui le autorità ravvisarono critiche al regime. Proibitogli l'insegnamento, si dedicò all'archeologia e in una spedizione in Macedonia, nel 1898, partecipò alla scoperta di una necropoli neolitica.
Tornato in Russia nel 1899 s'impegnò in un'attività di opposizione politica, per la quale fu arrestato nel 1901. Emigrato in Francia, divenne collaboratore della rivista «Osvoboždenie» (Liberazione) e uno dei capi riconosciuti del liberalismo russo con la sua partecipazione alla fondazione del movimento Unione di Liberazione. Dal 1904 al 1905 si stabilì negli Stati Uniti, insegnando all'Università di Chicago. Tornato in Russia dopo la Domenica di sangue, nell'ottobre del 1905 fu tra i fondatori del Partito Democratico Costituzionale (comunemente, Partito cadetto), del quale fu la personalità più eminente.
Nel 1907 fu eletto deputato alla III Duma e nel 1911 alla IV. Con l'inizio della prima guerra mondiale fu un acceso sostenitore della guerra a oltranza per il raggiungimento delle mire imperialistiche della Russia. Il cattivo andamento delle operazioni militari e le voci di trattative per una pace separata con la Germania gli ispirarono, il 1º novembre 1916, un famoso discorso in cui accusò il governo di «stupidità o tradimento».
Quando nel 1917 s'impose la Rivoluzione di febbraio, Miljukov, come gli altri deputati della Duma, cercò invano di salvare la monarchia. Divenuto ministro degli Esteri del governo provvisorio, il 18 aprile, con una nota ai governi dell'Intesa, si dichiarò favorevole alla prosecuzione della guerra e, in particolare, alle annessioni territoriali e alle indennità di guerra. Tale atteggiamento, del resto condiviso dal governo provvisorio, sarebbe dovuto rimanere segreto perché in opposizione con l'indirizzo del Soviet di Pietrogrado. Le conseguenti proteste popolari lo costrinsero alle dimissioni. Come quasi tutti i membri del governo russo del 1917, fu membro della massoneria.
Favorevole al tentativo di colpo di Stato di Kornilov, dopo la Rivoluzione di ottobre appoggiò la controrivoluzione dei Bianchi e a Kiev, nel maggio del 1918, cercò invano di ottenere l'intervento dell'esercito tedesco. Lasciata la Russia nel novembre del 1918, si stabilì nel 1920 in Inghilterra e poi in Francia. Con la sconfitta dei Bianchi nella guerra civile, Miljukov mutò strategia politica, contando sulla trasformazione dall'interno del regime sovietico in favore di una repubblica democratica socialmente avanzata. Messosi così in conflitto con i suoi seguaci cadetti, nel 1921 lasciò il Partito per fondare l'Unione repubblicana democratica e il 28 marzo 1922 fu oggetto dell'attentato degli emigrati monarchici Šabel'skij-Bork e Sergej Taborickij, che lo lasciò illeso ma costò la vita all'amico Vladimir Dmitrievič Nabokov, padre del noto scrittore.
Dall'aprile del 1921 al giugno 1940 pubblicò a Parigi il giornale in lingua russa Poslednie novosti (Ultime notizie). Scrisse una Storia della rivoluzione russa e delle memorie che lasciò incompiute. Durante il secondo conflitto mondiale il suo patriottismo lo portò a sostenere l'Unione Sovietica e poco dopo la vittoria di Stalingrado morì a Aix-les-Bains. I suoi resti furono poi trasferiti nel cimitero parigino di Batignolles e sepolti accanto a quelli della moglie Anna Smirnova.

## Scritti principali
- Saggi sulla storia della cultura russa
- Dalla storia degli intellettuali russi
- Le principali correnti del pensiero storico russo
- Storia della Seconda Rivoluzione russa
- La questione nazionale
- L'emigrazione a un bivio
- Il periodo bolscevico della Rivoluzione russa
- Ricordi (1859-1917)